# گازران (خنداب)
روستای گازران در بخش مرکزی شهرستان خنداب در استان مرکزی قرار دارد.

## جمعیت
روستای گازران در دهستان خنداب قرار دارد و بر اساس سرشماری عمومی نفوس و مسکن در سال ۱۳۹۰ جمعیت آن ۱۵۵۲ نفر (۴۴۲ خانوار) است.